# عین خالد
عین خالد  یک منطقهٔ مسکونی در قطر است که در الریان (شهرداری) واقع شده‌است.
 عین خالد ۱۱٫۲ کیلومتر مربع مساحت دارد  ۲۴ متر بالاتر از سطح دریا واقع شده‌است.